# Strongylaspis macrotomoides
Strongylaspis macrotomoides är en skalbaggsart som beskrevs av Friedrich F. Tippmann 1953. Strongylaspis macrotomoides ingår i släktet Strongylaspis och familjen långhorningar. Inga underarter finns listade i Catalogue of Life.